# Kim Soo-hwan
Kim Soo-hwan – południowokoreański zapaśnik w stylu wolnym. Zdobył złoty medal na igrzyskach azjatyckich w 1986. Brązowy medalista mistrzostw Azji w 1987 roku.